# Pretty Girls
"Pretty Girls" là một bài hát của ca sĩ người Mỹ Britney Spears và rapper người Úc Iggy Azalea, được phát hành làm đĩa đơn vào ngày 4 tháng 5 năm 2015, bởi RCA Records. Nó được sáng tác và sản xuất bởi The Invisible Men, với sự tham gia viết lời từ Maegan Cottone, Azalea và nhóm nhạc nữ người Anh Little Mix. Video ca nhạc cho "Pretty Girls" được đạo diễn bởi Azalea và Cameron Duddy, và phát hành vào ngày 13 tháng 5, lấy cảm hứng từ bộ phim Earth Girls Are Easy (1988). Spears và Azalea đã trình diễn trực tiếp lần đầu tiên tại Billboard Music Awards 2015. Nó cũng được thêm vào danh sách trình diễn của chương trình biểu diễn cư trú của Spears ở Las Vegas, Britney: Piece of Me.
"Pretty Girls" ngay sau khi phát hành đã nhận được những đánh giá trái chiều từ các nhà phê bình âm nhạc đương đại. Họ cho rằng bài hát có nhiều nét tương đồng với "Hollaback Girl" của Gwen Stefani cũng như "Fancy" của chính Azalea. Về mặt thương mại, bài hát đạt được những thành công tương đối trên các bảng xếp hạng, lọt vào top 20 ở Vương quốc Anh, Canada và Phần Lan cũng như vươn đến top 30 ở Úc, Pháp và Hoa Kỳ. Nó ra mắt và đạt vị trí thứ 29 trên Billboard Hot 100 (Mỹ), trở thành đĩa đơn top 40 thứ 22 của Spears ở Hoa Kỳ.

## Danh sách track và định dạng
- Đĩa đơn CD

1. "Pretty Girls" — 2:44
2. "Pretty Girls" (không lời) — 2:40

- Tải kĩ thuật số[3]

1. "Pretty Girls" — 2:44

## Xếp hạng
| Bảng xếp hạng (2015)                   | Vị trí cao nhất |
| -------------------------------------- | --------------- |
| Úc (ARIA)                              | 27              |
| Áo (Ö3 Austria Top 40)                 | 74              |
| Bỉ (Ultratip Flanders)                 | 1               |
| Bỉ (Ultratop 50 Wallonia)              | 42              |
| Canada (Canadian Hot 100)              | 16              |
| Canada CHR/Top 40 (Billboard)          | 27              |
| Canada Hot AC (Billboard)              | 41              |
| Cộng hòa Séc (Singles Digitál Top 100) | 72              |
| Phần Lan (Suomen virallinen lista)     | 16              |
| Pháp (SNEP)                            | 25              |
| Germany (Official German Charts)       | 88              |
| Greece Digital Songs (Billboard)       | 6               |
| Hungary (Single Top 40)                | 11              |
| Ireland (IRMA)                         | 60              |
| Italy (FIMI)                           | 75              |
| Scotland (OCC)                         | 10              |
| Slovakia (Singles Digitál Top 100)     | 87              |
| Spain (Promusicae)                     | 85              |
| South Korea International (Gaon)       | 18              |
| Sweden Digital Songs (DigiListan)      | 5               |
| Anh Quốc (OCC)                         | 16              |
| Hoa Kỳ Billboard Hot 100               | 29              |
| Hoa Kỳ Dance Club Songs (Billboard)    | 1               |
| Hoa Kỳ Pop Airplay (Billboard)         | 23              |

| Bảng xếp hạng (2015)              | Vị trí |
| --------------------------------- | ------ |
| Belgium Urban (Ultratop Flanders) | 69     |
| US Dance Club Songs (Billboard)   | 32     |

## Chứng nhận
| Quốc gia                                 | Chứng nhận | Số đơn vị/doanh số chứng nhận |
| ---------------------------------------- | ---------- | ----------------------------- |
| Ba Lan (ZPAV)                            | Vàng       | 10.000*                       |
| * Chứng nhận dựa theo doanh số tiêu thụ. |            |                               |

## Lịch sử phát hành
| Nước           | Ngày                | Định dạng                | Nhãn       |
| -------------- | ------------------- | ------------------------ | ---------- |
| Toàn cầu       | 4 tháng 5 năm 2015  | Tải kĩ thuật số          | RCA        |
| Mỹ             | 5 tháng 5 năm 2015  | Mainstream radio         | RCA        |
| Mỹ             | 5 tháng 5 năm 2015  | Rhythmic crossover radio | RCA        |
| Ý              | 8 tháng 5 năm 2015  | Radio                    | Sony Music |
| Đức            | 5 tháng 6 năm 2015  | CD                       | Sony Music |
| Vương quốc Anh | 14 tháng 6 năm 2015 | Tải kĩ thuật số          | RCA        |

## Giải thưởng và đề cử
| Năm  | Giải thưởng                     | Hạng mục                           | Tác phẩm       | Kết quả |
| ---- | ------------------------------- | ---------------------------------- | -------------- | ------- |
| 2015 | Billboard Mid-Year Music Awards | Khoảnh khắc được đề cập nhiều nhất | "Pretty Girls" | Đề cử   |
| 2015 | Teen Choice Awards              | Lựa chọn Bài hát: Nữ               | "Pretty Girls" | Đề cử   |
| 2015 | Teen Choice Awards              | Lựa chọn Âm nhạc: Hợp tác          | "Pretty Girls" | Đề cử   |